# Ceroptera catharsii
Ceroptera catharsii är en tvåvingeart som beskrevs av Richards 1953. Ceroptera catharsii ingår i släktet Ceroptera och familjen hoppflugor.
Artens utbredningsområde är Nigeria. Inga underarter finns listade i Catalogue of Life.